# 899
| [ Edytuj tabelę ]          |                                                  |
| Król Anglii                | - 871 Alfred Wielki 899 - 899 Edward Starszy 924 |
| Hrabia Aragonii            | - 893 Galindo II 922                             |
| Król Armenii               | - 890 Symbat I Męczennik 913                     |
| Hrabia Barcelony           | - 897 Wilfred Borrell II 911                     |
| Książę Bawarii             | - 889 Luitpold 907                               |
| Książę Burgundii           | - 880 Ryszard I Prawodawca 921                   |
| Cesarz Bizancjum           | - 886 Leon VI Filozof 912 - 886 Aleksander 913   |
| Chan Bułgarii              | - 893 Symeon I 913                               |
| Cesarz Chin                | - 888 Tang Zhaozong 904                          |
| Książę Czech               | - 895 Spitygniew I 915                           |
| Władca Egiptu              | - 896 Harun Ibn Chumarawajh 904                  |
| Król Franków wschodnich    | - 887 Arnulf z Karyntii 899                      |
| Król Franków zachodnich    | - 893 Karol III Prostak 922                      |
| Cesarz Japonii             | - 897 Daigo 930                                  |
| Kalif                      | - 892 Al-Mu’tadid 902                            |
| Król Khmerów               | - 889 Jaszowarman I 910                          |
| Wielki książę Kijowa       | - 882 Oleg Mądry 912                             |
| Patriarcha Konstantynopola | - 893 Antoni II Kauleas 901                      |
| Król Leónu                 | - 866 Alfons III Wielki 910                      |
| Król Mercji                | - 879 Aethelred 911                              |
| Król Nawarry               | - 880 Fortún Garcés 905                          |
| Król Norwegii              | - 872 Harald Pięknowłosy 930                     |
| Papież                     | - 898 Jan IX 900                                 |
| Cesarz rzymski             | - 896 Arnulf 899                                 |
| Książę Saksonii            | - 880 Otto Dostojny 912                          |
| Król Szkocji               | - 889 Donald II 900                              |
| Doża Wenecji               | - 888 Pietro Tribuno 912                         |
| Książę Węgier              | - 896 Arpad 907                                  |
| Książę wielkomorawski      | - 894 Mojmir II 906 - 894 Świętopełk II 906      |

Rok 899 / DCCCXCIX
stulecia: VIII wiek ~
IX wiek ~
X wiek

lata: 889 «
894 «
895 «
896 «
897 «
898 «
899
» 900
» 901
» 902
» 903
» 904
» 909

## Wydarzenia
- Początek najazdów węgierskich na Italię.
- 26 października - Edward Starszy objął tron Anglii po śmierci swego ojca, Alfreda Wielkiego

## Urodzili się
- Al-Kahir, dziewiętnasty kalif z dynastii Abbasydów (zm. 18 października 950)

## Zmarli
- 26 października – Alfred Wielki, król Wessexu (ur. 849)
- 8 grudnia – Arnulf z Karyntii, król wschodniofrankijski i cesarz rzymski (ur. 850)